# Ляска Віталій Михайлович
Віталій Михайлович Ляска (нар. 8 вересня 1987) — український історик, археолог, науковець, редактор, ведучий. Кандидат історичних наук (2015).
У травні 2025 року потрапив до списку «100 Людей NV».

## Життєпис
Віталій Ляска народився 8 вересня 1987 року.
Закінчив історичний факультет Львівського національного університету імені Івана Франка (2010, магістр, з відзнакою). Під час навчання брав участь у дослідженнях Науково-дослідного центру «Рятівна археологічна служба» Інституту археології НАН України.
Працює завідувачем відділу охорони та популяризації історико-культурної спадщини Історико-культурного заповідника «Давній Пліснеськ». Відповідальний секретар наукового періодичного видання «Пліснеські старожитності».
Від 2018 — молодший науковий співробітник Інституту українознавства ім. І. Крип'якевича НАН України. Водночас головний редактор науково-популярного журналу «Локальна історія» (2018), співзасновник однойменного видавництва (2023), автор циклу інтерв'ю «Без Брому з Віталієм Ляскою», які розміщуються на ютуб-каналі проєкту (2019).
Ведучий програми «Це було вже» на Radio NV.

## Доробок
Автор та співавтор орієнтовно 50 наукових праць.
Сфера наукових інтересів: поселенські структури та територіальна організація Галичини і Волині, політичний розвиток й «етнічне обличчя» русько-польського пограниччя в середньовіччі та історична географія згаданих земель.